# 湯姆·崔許
湯瑪斯·麥可·崔許（英語：Thomas Michael Tresh，1938年9月20日—2008年10月15日），為美國職棒大聯盟的內野手和外野手。生涯曾效力過洋基和老虎兩隊。他的父親Mike Tresh也曾打過大聯盟，並擔任捕手。

## 生平
崔許生於底特律，大學就讀於密西根中央大學。而他後來在1962年成為洋基隊史第一位在開幕戰先發的菜鳥游擊手(下一位開幕戰先發的菜鳥游擊手為1996年的德瑞克·基特)。雖然生涯在內野主要擔任游擊手，不過崔許在1966年曾擔任三壘手。
1962年，崔許以2成86的打擊率，外帶20轟與93分打點的成績拿下美聯新人王。1962年世界大賽第五場，崔許在2比2的平手僵局時擊出關鍵3分砲，幫助洋基贏球，最後拿下世界大賽冠軍。
1969年球季中，洋基將崔許交易至老虎，換來外野手Ron Woods。1970年球季開打前，崔許遭到球隊釋出，當時他才31歲而已。
1962年至1966年間，崔許一共敲出114支全壘打。其中他在1966年敲出生涯最高的27轟。他曾3度入選明星賽，以及一次金手套獎。在他9年的職業生涯中，他的打擊率為2成45，並敲出153轟與530分打點。
結束球員生涯後，崔許回到他的母校—密西根中央大學。他在那裡擔任助教，並教導學生棒壘球、橄欖球和足球。
2008年10月15日，崔許因為心臟病去世，享年70歲。

## 生涯打擊數據
| 出賽場次 | 打席 | 打數 | 得分 | 安打 | 二安 | 三安 | 全壘打 | 打點 | 盜壘 | 保送 | 三振 | 打擊率 | 上壘率 | 長打率 | 觸身球 |
| -------- | ---- | ---- | ---- | ---- | ---- | ---- | ------ | ---- | ---- | ---- | ---- | ------ | ------ | ------ | ------ |
| 1192     | 4897 | 4251 | 595  | 1041 | 179  | 34   | 153    | 530  | 45   | 550  | 698  | .245   | .335   | .411   | 40     |

## 外部連結
- 球員資訊和成績在MLB，ESPN，Baseball-Reference，Fangraphs（英文）